# I Dig Everything
Singles de David Bowie
Do Anything You Say
(avril 1966) Rubber Band
(décembre 1966)
I Dig Everything est une chanson de David Bowie parue en single en 1966. Il s'agit de son dernier disque pour le label Pye Records.

## Histoire
Le 6 juin 1966, Bowie entre aux studios Pye avec son groupe The Buzz, composé du batteur John Eager, du bassiste Dek Fearnley, du guitariste John Hutchinson et du claviériste Derek Boyes, pour enregistrer une nouvelle composition, I Dig Everything. Lors de cette séance, ils sont accompagnés d'une section de cuivres et d'un trio de choristes qui ont récemment travaillé avec Dusty Springfield : Madeline Bell (en), Kiki Dee et Lesley Duncan. N'ayant pas répété ensemble auparavant, les musiciens n'arrivent pas à offrir un résultat satisfaisant, bien que Bowie et Fearnley aient tenté de préparer des arrangements, et le producteur Tony Hatch (en) abandonne la séance. Un mois plus tard, le 5 juillet, Hatch décide de se passer des services de The Buzz et fait appel à des musiciens de studio afin d'accompagner Bowie pour l'enregistrement de I Dig Everything et de sa face B I'm Not Losing Sleep. L'identité de ces musiciens est inconnue.
Le single I Dig Everything / I'm Not Losing Sleep est publié le 19 août. Il passe un peu à la radio, mais c'est encore un échec commercial pour Bowie. Son imprésario Kenneth Pitt en envoie un exemplaire à la productrice de Ready Steady Go!, une émission de télévision dans laquelle le chanteur est déjà passé, mais celle-ci estime que le single n'est pas assez bon pour justifier de l'y inviter à nouveau.
Lorsque Bowie devient une vedette sous les traits de Ziggy Stardust, en 1972, Pye Records (qui n'est alors plus sa maison de disques) réédite quatre de ses chansons de 1966, dont les deux faces du single I Dig Everything / I'm Not Losing Sleep, sur un maxi 45 tours. Elles figurent également sur la compilation de 1991 Early On (1964–1966), qui rassemble les tout premiers enregistrements publiés de Bowie.
Plus de trente ans après sa sortie, I Dig Everything refait son apparition dans le répertoire scénique de Bowie lors des concerts qu'il donne durant l'été 2000. Il en enregistre une nouvelle version la même année dans le cadre du projet Toy, qui ne voit finalement pas le jour.

## Caractéristiques artistiques
Musicalement, I Dig Everything est une chanson enjouée dont l'accompagnement est dominé par la planche à laver et l'orgue Hammond. Ses paroles sont une observation acide de la vie d'un adolescent londonien. Nicholas Pegg estime qu'elle forme une transition entre les précédents singles de Bowie, résolument orientés rhythm and blues, et les chansons pop plus originales qu'il propose par la suite. Matthieu Thibault considère également qu'en dépit des « délicieux rythmes latinos » de I Dig Everything et I'm Not Losing Sleep, le single illustre l'impasse dans laquelle ont abouti les tentatives de Bowie de produire du rhythm and blues. Il le compare défavorablement à Steve Marriott des Small Faces.

## Fiche technique

### Chansons
Toutes les chansons sont écrites et composées par David Bowie.
| 1. | I Dig Everything     | 2:45 |
| 2. | I'm Not Losing Sleep | 2:52 |

### Interprètes
- David Bowie : chant
- musiciens de studio inconnus[3]

### Équipe de production
- Tony Hatch (en) : producteur[3]